# حاسوب بيولوجي
من خلال الجمع بين علوم الحاسوب والبيولوجيا الجزيئية، طرح الباحثون مفهوم الحاسوب البيولوجي القابل للبرمجة الذي يتنقل في جسم الإنسان، ويشخص الأمراض ويدير العلاجات، وهو ما يسمى "الطبيب في الخلية".

## عمل ريادي
قُدم هذا المفهوم لأول مرة في عام 1998 من قبل إيهود شابيرو من معهد وايزمان كتصميم مفاهيمي لآلة تورينج الجزيئية والمستقلة وقابلة للبرمجة، والتي تم تحقيقها في ذلك الوقت كجهاز ميكانيكي، ورؤية لكيفية إحداث مثل هذه الآلات ثورة في الطب.
اقترحت الرؤية أن الأدوية الذكية، المصنوعة من أجهزة الحوسبة الجزيئية المستقلة، مبرمجة بالمعرفة الطبية، يمكن أن تحل محل الأدوية الحالية عن طريق تحليل الحالة الجزيئية لبيئتها (المدخلات) على أساس المعرفة الطبية المبرمجة (البرنامج)، وإذا لزم الأمر، إطلاق جزيء الدواء استجابةً (المخرجات).

## خطوات أولى نحو تحقيق رؤية
ولتحقيق هذه الرؤية، أنشأ شابيرو معملًا رطبًا في وايزمان وانضم إليه كوبي بيننسون. في غضون سنوات قليلة، اتخذ بيننسون وشابيرو وزملاؤه خطوات رائدة نحو تحقيق هذه الرؤية:
1. التنفيذ الجزيئي لإنسان آلي مستقل قابل للبرمجة، حيث تم تشفير "المدخلات" على شكل جزيء الحمض النووي، وتم تشفير "البرمجيات" (قواعد التحول الانسان الآلي) بواسطة جزيئات الحمض النووي القصيرة وكانت "الأجهزة" مصنوعة من إنزيمات معالجة الحمض النووي.[3]
2. تطبيق مبسط لآلة يتم فيها استخدام جزيء إدخال الحمض النووي كوقود.[4]
3. آلة جزيئية عشوائية يمكن فيها برمجة احتمالات الانتقال عن طريق تغيير تركيز جزيئات "البرمجيات"، وتحديدًا التركيزات النسبية من الجزيئات التي تشفر قواعد التحول المتنافسة.[5]
4. توسيع الإنسان الآلي العشوائي بآليات الإدخال والإخراج، مما يسمح له بالتفاعل مع البيئة بطريقة مبرمجة مسبقًا، وإطلاق جزيء دوائي محدد للسرطان عند اكتشاف مستويات التعبير عن mRNA المميزة لسرطان معين.[6]

تم عرض هذه الحواسيب الجزيئية الحيوية في أنبوب اختبار، حيث تم خلط عدد من علامات السرطان مسبقًا لمحاكاة مجموعات مختلفة من العلامات. حددت أجهزة الحاسوب الجزيئية الحيوية وجود علامات السرطان (تحديد علامات سرطان الرئة ذات الخلايا الصغيرة وعلامات سرطان البروستاتا بشكل متزامن ومستقل). وقام الحاسوب المجهز بالمعرفة الطبية بتحليل الحالة وتشخيص نوع السرطان ومن ثم إطلاق الدواء المناسب.

## أجهزة حاسوب الحمض النووي قادرة على استنتاجات منطقية بسيطة
في عام 2009، قدم شابيرو وطالب الدكتوراه توم ران نموذجًا أوليًا لنظام جزيئي مستقل قابل للبرمجة، يعتمد على التلاعب في خيوط الحمض النووي، وهو قادر على أداء استنتاجات منطقية بسيطة. هذا النموذج الأولي هو أول لغة برمجة بسيطة يتم تنفيذها على المستوى الجزيئي. يتمتع هذا النظام، الذي يتم إدخاله إلى الجسم، بإمكانيات هائلة لاستهداف أنواع معينة من الخلايا بدقة وإدارة العلاج المناسب، حيث يمكنه إجراء ملايين الحسابات في نفس الوقت و"التفكير" بشكل منطقي. ويهدف فريق البروفيسور شابيرو إلى جعل أجهزة الحاسوب هذه تؤدي إجراءات معقدة للغاية وتجيب على أسئلة معقدة، باتباع نموذج منطقي اقترحه أرسطو لأول مرة منذ أكثر من 2000 عام. إن أجهزة الحاسوب الجزيئية الحيوية صغيرة للغاية: حيث يمكن وضع ثلاثة تريليونات جهاز حاسوب في قطرة ماء واحدة. إذا أعطيت أجهزة الحاسوب القاعدة "كل الرجال فانون" وحقيقة "سقراط رجل"، فسوف يجيبون "سقراط فان". تم اختبار قواعد وحقائق متعددة من قبل الفريق وأجابت أجهزة الحاسوب الجزيئية الحيوية عليها بشكل صحيح في كل مرة.

## أجهزة حاسوب الحمض النووي "سهلة الاستخدام"
لقد وجد الفريق أيضًا طريقة لجعل أجهزة الحوسبة المجهرية هذه "سهلة الاستخدام" من خلال إنشاء مترجم - وهو برنامج للربط بين لغة برمجة حاسوب عالية المستوى ورمز حوسبة الحمض النووي. لقد سعوا إلى تطوير نظام هجين في السيليكو وفي المختبر يدعم إنشاء وتنفيذ برامج المنطق الجزيئي بطريقة مشابهة لأجهزة الحاسوب الإلكترونية، مما يمكّن أي شخص يعرف كيفية تشغيل جهاز حاسوب إلكتروني، دون أي خلفية على الإطلاق في البيولوجيا الجزيئية، من تشغيل الحاسوب الجزيئي الحيوي.

## أجهزة حاسوب الحمض النووي عن طريق البكتيريا الحاسوبية
وفي عام 2012، نجح البروفيسور إيهود شابيرو والدكتور توم ران في إنشاء جهاز وراثي يعمل بشكل مستقل في الخلايا البكتيرية. تمت برمجة الجهاز لتحديد حدود معينة ووضع الاستجابة المناسبة. يبحث الجهاز عن عوامل النسخ - البروتينات التي تتحكم في التعبير الجيني في الخلية. يمكن أن يؤدي خلل في هذه الجزيئات إلى تعطيل التعبير الجيني. في الخلايا السرطانية ، على سبيل المثال، لا تعمل عوامل النسخ التي تنظم نمو الخلايا وانقسامها بشكل صحيح، مما يؤدي إلى زيادة انقسام الخلايا وتكوين الورم. الجهاز المكون من تسلسل الحمض النووي الذي تم إدخاله في البكتيريا، يقوم بإجراء "نداء الأسماء" لعوامل النسخ. إذا تطابقت النتائج مع الحدود المبرمجة مسبقًا، فإنه يستجيب عن طريق إنشاء بروتين ينبعث منه ضوء أخضر - مما يوفر علامة مرئية لتشخيص "إيجابي". وفي متابعة الابحاث، يخطط العلماء لاستبدال البروتين الباعث للضوء ببروتين يؤثر على مصير الخلية، على سبيل المثال، بروتين يمكن أن يتسبب في انتحار الخلية. بهذه الطريقة، سيتسبب الجهاز فقط في تدمير الخلايا التي تم شخيصها "إيجابيًا" ذاتيًا. بعد نجاح الدراسة على الخلايا البكتيرية، يخطط الباحثون لاختبار طرق تجنيد مثل هذه البكتيريا كنظام فعال يمكن إدخاله بسهولة في جسم الإنسان للأغراض الطبية (وهو ما لا ينبغي أن يكون مشكلة نظرًا للميكروبيوم الطبيعي لدينا؛ حيث كشفت الأبحاث الحديثة أن عدد الخلايا البكتيرية في جسم الإنسان أكثر بعشرة أضعاف من الخلايا البشرية، والتي تشترك في مساحة جسمنا بطريقة تكافلية). وهناك هدف بحثي آخر يتمثل في تشغيل نظام مماثل داخل الخلايا البشرية، وهي أكثر تعقيدًا بكثير من البكتيريا.